# Kremlin

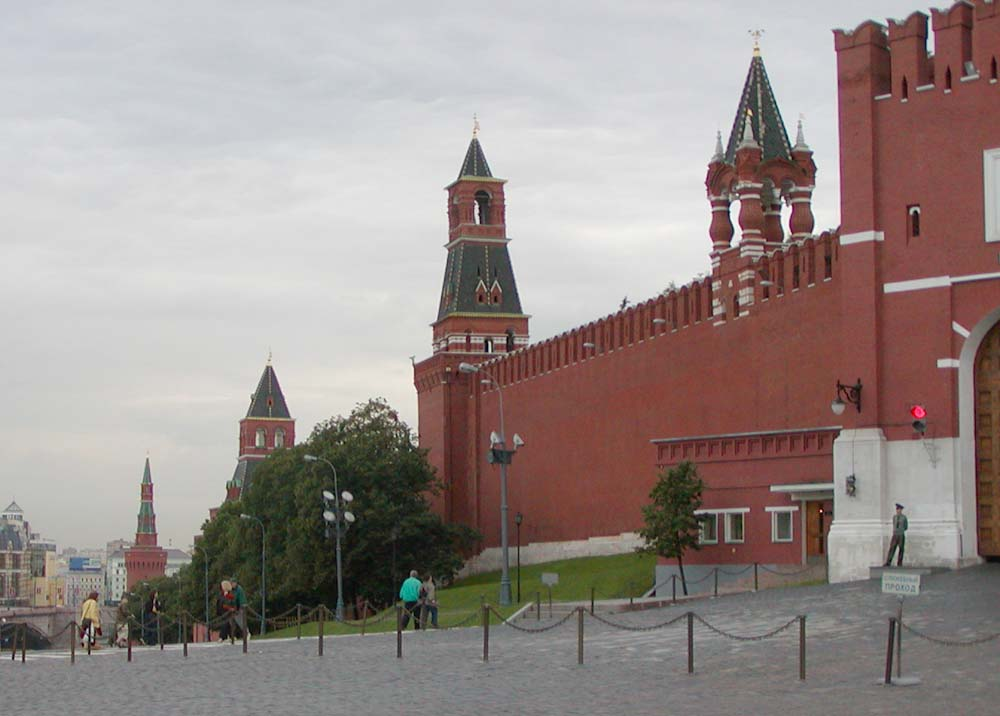
As torres do Kremlin de Moscou.

Um kremlin (em russo:  кремль, transl. kreml', pronúncia russa: [ˈkrʲemlʲ] (escutarⓘ)) é um importante complexo central fortificado encontrado em cidades históricas da Rússia. Esta palavra é frequentemente usada para se referir ao mais famoso, o Kremlin de Moscovo, ou metonimicamente ao governo que está baseado lá. Outras fortalezas desse tipo são chamadas de detinets, como o Detinets de Novgorod.

## Etimologia
A palavra russa é de origem incerta. Diferentes versões incluem a palavra originária das línguas turcas, da língua grega ou das línguas bálticas. A palavra pode compartilhar a mesma raiz que kremen' (em russo:  кремень, krʲɪˈmʲenʲ, "pederneira").

## Lista de localidades russas comkremlins
- Kremlin de Astrakhan
- Kremlin de Borovsk (vestígios)
- Kremlin de Dmitrov (sem muralhas)
- Kremlin de Gdov (em ruínas)
- Kremlin de Iaroslavl (sem muralhas)
- Kremlin de Izborsk (em ruínas)
- Kremlin de Kazan (património mundial)
- Kremlin de Kizhi (património mundial)
- Kremlin de Kolomna
- Kremlin de Moscou (património mundial)
- Kremlin de Níjni Novgorod
- Kremlin de Novgorod (património mundial)
- Kremlin de Opochka (vestígios)
- Kremlin de Ostrov (estado de conservação desconhecido)
- Kremlin de Porkhov (em ruínas)
- Kremlin de Pskov
- Kremlin de Rostov
- Kremlin de Ryazan (sem muralhas)
- Kremlin de Serpukhov (em ruínas)
- Kremlin de Smolensk
- Kremlin de Starodub (vestígios)
- Kremlin de Suzdal
- Kremlin de Tobolsk
- Kremlin de Torzhok (em ruínas)
- Kremlin de Tula
- Kremlin de Tver (vestígios - queimado pelos Moscovitas durante a ocupação da Horda Dourada)
- Kremlin de Uglitch
- Kremlin de Valaam
- Kremlin de Velikie Luki (em ruínas)
- Kremlin de Vologda (sem muralhas)
- Kremlin de Volokolamsk (estado de conservação desconhecido)
- Kremlin de Zaraysk